# Schefflera koresii
Schefflera koresii là một loài thực vật có hoa trong Họ Cuồng cuồng. Loài này được P.Royen miêu tả khoa học đầu tiên năm 1983.